# Карсуалидзе, Спартак
Спартак Карсуалидзе (род. 1940) — советский борец вольного стиля, чемпион (1965) и серебряный призёр (1967) чемпионатов СССР, мастер спорта СССР международного класса. Увлёкся борьбой в 1954 году. Тренировался под руководством Вахтанга Кухианидзе. В 1961 году выполнил норматив мастера спорта СССР. Участвовал в пяти чемпионатах СССР (1964—1968 годы).

## Спортивные результаты
- Чемпионат СССР по вольной борьбе 1965 года — ;
- Вольная борьба на летней Спартакиаде народов СССР 1967 года — ;